# دونالد پین (جونیور)
دونالد پین، جونیور (به انگلیسی: Donald Payne, Jr.)؛ (۱۷ دسامبر ۱۹۵۸ – ۲۴ آوریل ۲۰۲۴) نمایندهٔ حوزه انتخابیه دهم نیوجرسی از حزب دموکرات ایالات متحده آمریکا در مجلس نمایندگان ایالات متحده آمریکا بود که برای نخستین‌بار در ۸ نوامبر ۲۰۱۲ میلادی به‌عضویت این مجلس درآمد.